# Crashing (britische Fernsehserie)
Crashing ist eine britische Comedy-Drama-Fernsehserie. Die erste Staffel lief vom 11. Januar bis zum 16. Februar 2016 auf Channel 4. In Deutschland feierte sie im Juni 2017 ihre Premiere bei Netflix.

## Handlung
Aufgrund der knappen und teuren Wohnmöglichkeiten leben sechs Mittzwanziger zusammen in einem stillgelegten Krankenhaus als Zwischennutzer. Sie sollen das Grundstück vor einer Hausbesetzung schützen und dafür sorgen, dass es in Ordnung bleibt. Es ist günstig dort zu leben, aber es gelten strenge Auflagen. Die Bewohner dürfen keine Partys veranstalten, nicht rauchen, nicht kochen, keine Gäste beherbergen und keinen Sex haben. Falls jemand aus der Wohngemeinschaft ausgeschlossen wird, hat er nur zwei Tage Zeit sich eine neue Bleibe zu suchen. Trotzdem widersetzt sich die Gruppe immer wieder den Vorschriften.
Bei einer Party im Krankenhaus ändert sich das Leben der Bewohner schlagartig. So steht plötzlich Lulu vor der Tür und möchte ebenfalls im Krankenhaus einziehen. Sie ist eine Freundin von Anthony, der gemeinsam mit seiner Verlobten Kate in dem Haus lebt. Anthony und Lulu sind heimlich ineinander verliebt, was immer wieder zu Konflikten zwischen Anthony und Kate führt. 
Außerdem kommt Colin, einer von Kates Arbeitskollegen, zu der Party. Colin leidet stark unter der Trennung von seiner Ehefrau, die mit ihrem neuen Liebhaber bereits in das gemeinsame Haus eingezogen ist. Die französische Künstlerin Melody ist fasziniert von dem gebrochenen Mann und möchte ihn malen. Es entwickelt sich eine innige Freundschaft zwischen dem ungleichen Paar. 
Sam, der jedes Mädchen anmacht, das ihm über den Weg läuft, ist zunächst frustriert, als ihm bei einem Partyspiel keine Frau, sondern sein Mitbewohner Fred als Spielpartner zugewiesen wird. Jedoch merkt er schnell, dass er Fred eigentlich sehr gerne mag. Er verliebt sich in Fred, kann sich aber seine Gefühle für Fred nicht eingestehen.
Während des Zusammenlebens der Freunde kommen immer wieder deren Geheimnisse ans Licht. So hat Kate beispielsweise keinen Orgasmus mit ihrem Verlobten Anthony, was Lulu während eines gemeinsamen Abendessens der Bewohner erfährt. Sam versucht die Trauer über seinen verstorbenen Vater, sowie seine Unsicherheit mit einem arroganten Verhalten zu verdecken, jedoch kommen seine Gefühle und seine verletzliche Seite immer wieder zum Vorschein. Lulu hingegen hat Sex mit Sam, möchte jedoch nicht, dass Anthony davon erfährt.

## Besetzung

### Hauptdarsteller
- Phoebe Waller-Bridge als Louise „Lulu“
- Damien Molony als Anthony
- Louise Ford als Kate
- Jonathan Bailey als Sam
- Julie Dray als Melody
- Amit Shah als Fred Patini
- Adrian Scarborough als Colin Carter

### Nebendarsteller
- Lockie Chapman als Will
- Susan Wokoma als Jessica
- Kathy Burke als Aunt Gladys

## Figuren
- Anthony ist der Verlobte von Kate und heimlich in seine Freundin Lulu verliebt. Er lebt gemeinsam mit Sam, Melody, Kate und Fred in einem stillgelegten Krankenhaus.
- Lulu ist eine Freundin von Anthony. Die beiden wuchsen zusammen auf. Anthony sagt, dass sie wie seine Schwester sei. Allerdings sind die beiden heimlich ineinander verliebt. Später verloren sie sich aus den Augen und gehen ihre eigenen Wege. Auf einer Party in dem stillgelegten Krankenhaus steht Lulu plötzlich vor der Tür und möchte zu Anthony und seinen Freunden ziehen.
- Sam ist Immobilienmakler und guter Freund von Anthony. Sein Vater ist vor einiger Zeit gestorben. Sam versucht mit überheblichem Verhalten und Sex seine eigentlich verletzliche Seite zu verdecken. Sam verliebt sich in Fred, möchte dies jedoch nicht zugeben.
- Die Französin Melody ist exzentrische Künstlerin und Lehrerin. Colin ist ihre Inspiration.
- Kate ist die Freundin von Anthony. Sie möchte Anthony heiraten.
- Colin ist ein Arbeitskollege von Kate. Seine Frau hat sich von ihm getrennt. Ihr neuer Freund ist bereits in das gemeinsame Haus eingezogen und Colin schläft auf dem Sofa. Daher beschließt er, in das stillgelegte Krankenhaus zu ziehen.
- Fred ist der schüchterne, schwule Mitbewohner im Krankenhaus. Er freundet sich mit Sam an und hat einen Freund namens Will.
- Will ist der Freund von Fred. Er ist sehr von sich eingenommen und glaubt, dass er von allen geliebt wird. Er arbeitet unter anderem als Telefonberater bei den Samaritern.
- Jessica ist eine Arbeitskollegin und Freundin von Kate. Sie ist bisexuell und möchte ständig Sex haben.
- Aunt Gladys ist die Tante von Lulu. Sie sah Anthony und Lulu gemeinsam aufwachsen und hofft, dass die beiden ein Paar werden. Sie wird außerdem als Alkoholikerin dargestellt.

## Hintergrund
Die Charaktere der Serie basieren auf kurzen Theaterstücken von Phoebe Waller-Bridge. Die Produktionsfirma Big Talk ermutigte sie, diese zu einer Serie auszubauen. Für die Umsetzung zu einer TV-Serie konzentrierte sie sich vor allem darauf, eine Struktur in die Handlung zu bringen. Die Inspiration für das Gebäude in der Serie war das stillgelegte Middlesex Hospital, welches auch von vielen verschiedenen Leuten als Zwischennutzer bewohnt war.
Crashing wurde im Januar auf Channel 4 in Großbritannien erstausgestrahlt. Phoebe Waller-Bridge schrieb und produzierte die Serie. Außerdem war sie neben Damien Molony, Louise Ford, Jonathan Bailey, Julie Dray, Amit Shah und Adrian Scarborough in einer der Hauptrollen zu sehen.

## Veröffentlichung
Crashing wurde in UK vom 11. Januar 2016 bis zum 15. Februar 2016 auf Channel 4 ausgestrahlt und international zwischen 2016 und 2017 als Netflix Original Serie veröffentlicht. In Deutschland wurde sie am 3. Juni 2017 veröffentlicht.
Die Serie wurde unter anderem im italienischen, spanischen und russischen Fernsehen gezeigt und wurde am 3. September 2018 von Simply Media auf DVD veröffentlicht.

## Episodenliste
| Nr. | Deutscher Titel | Originaltitel | Erstausstrahlung UK | Deutschsprachige Erstveröffentlichung (Netflix) | Regie       | Drehbuch             |
| --- | --------------- | ------------- | ------------------- | ----------------------------------------------- | ----------- | -------------------- |
| 1   | Folge 1         | Episode 1     | 11. Jan. 2016       | 3. Juni 2017                                    | George Kane | Phoebe Waller-Bridge |
| 2   | Folge 2         | Episode 2     | 18. Jan. 2016       | 3. Juni 2017                                    | George Kane | Phoebe Waller-Bridge |
| 3   | Folge 3         | Episode 3     | 25. Jan. 2016       | 3. Juni 2017                                    | George Kane | Phoebe Waller-Bridge |
| 4   | Folge 4         | Episode 4     | 1. Feb. 2016        | 3. Juni 2017                                    | George Kane | Phoebe Waller-Bridge |
| 5   | Folge 5         | Episode 5     | 8. Feb. 2016        | 3. Juni 2017                                    | George Kane | Phoebe Waller-Bridge |
| 6   | Folge 6         | Episode 6     | 15. Feb. 2016       | 3. Juni 2017                                    | George Kane | Phoebe Waller-Bridge |

## Rezeption

### Kritiken
Die Kritiken zur Serie fielen gemischt aus. Brian Donaldson von List findet, dass die Comedy-Serie überhaupt nicht lustig sei. Das schlechte Drehbuch würde zu einer Belastung für die gesamte Staffel und würde alles andere überschatten. Der Cameoauftritt von Kathy Burke als exzentrische Tante sei jedoch fabelhaft.
Judy Berman von der New York Times glaubt, dass Crashing für Zuschauer empfohlen werden könne, die von den vorhersehbaren Handlungssträngen anderer Serien genervt seien. Es gebe in Crashing viele überraschende Wendungen und keine Geschichte würde so ausgehen, wie man es erwartet hätte. Außerdem besäßen die Figuren eine unglaubliche Tiefe. Zuschauern, die keine Fans von schmutzigen Witzen oder abrupten Änderung des Tonfalls seien, sei diese anarchische Serie hingegen nicht zu empfehlen. Die Episoden könnten ohne vorherige Warnung von tief romantisch bis zu tief deprimierend kippen. Das einzige, auf das der Zuschauer sich in jeder Szene verlassen könnte sei, dass diese einen unverschämt dreckigen Humor habe.
Richard Vine vom The Guardian fügt hinzu, dass die Konversationen in der Serie offen und schmutzig, sowie traurig und seltsam seien. Somit würden sie der Serie ein Gefühl von Frische geben.
Kasia Delgado von der Radio Times meint, dass Crashing es verdiene, ein großer Hit zu werden. Die Serie würde mit jeder Folge lustiger und intelligenter und mache neugierig darauf, was dieser seltsame Gruppe von Erwachsenen in der nächsten Folge passieren wird.

### Nominierungen
BAFTA Awards
- 2016: Nominiert als Breakthrough Talent fürs Drehbuch (Phoebe Waller-Bridge)[13]